# Castillo de Örenäs
El Castillo de Örenäs (en sueco: Örenäs slott) es una mansión señorial en el municipio de Landskrona en  Escania, Suecia. Está situado aproximadamente a 8 km del centro de Landskrona.

## Historia
El edificio como se ve hoy en día fue se construyó en 1914-1918 cuando el ingeniero e industrial sueco Carl Tranchell (1849-1919) lo hizo construir. Fue diseñado para parecer un castillo de estilo barroco por el arquitecto Fredrik Sundbärg (1860-1913). Durante la II Guerra Mundial, refugiados daneses y estonios se hospedaron aquí. En 1970, el edificio fue renovado y se convirtió en un equipamiento público. Este y los edificios circundantes son ahora un hotel y un centro de conferencias con un restaurante público.